# Blake Lee
Blake Lee (sinh ngày 31 tháng 8 năm 1983) là một nam diễn viên người Mỹ, được biết đến với các vai diễn trên Mixology, Parks and Recreation và bộ phim sitcom Fam của đài CBS.

## Các phim đã tham gia

### Phim
| Năm  | Tựa phim          | Vai                  |
| ---- | ----------------- | -------------------- |
| 2015 | I Am Michael      | Benoit Denizet-Lewis |
| 2016 | The Wedding Party | Jim                  |

### Phim truyền hình
| Năm  | Tựa phim                 | Vai        | Ghi chú             |
| ---- | ------------------------ | ---------- | ------------------- |
| 2009 | Parks and Recreation     | Derek      | 7 tập               |
| 2011 | Friends with Benefits    | Dean       | 1 tập               |
| 2014 | Mixology                 | Tom        | Series thông thường |
| 2015 | Mix                      | Finn       | Pilot               |
| 2015 | The Astronaut Wives Club |            | 1 tập               |
| 2016 | Good Fortune             | Metzger    | Pilot               |
| 2016 | Angie Tribeca            | Sebastian  | 1 tập               |
| 2017 | Wisdom of the Crowd      | Josh Novak | Series thông thường |
| 2019 | Fam                      | Ben        | 6 tập               |

## Đời tư
Lee đã kết hôn với nam diễn viên kiêm nhà văn Ben Lewis.